# Windlust (Roeven)
De molen Windlust in de Limburgse buurtschap Roeven (gemeente Nederweert) is een beltmolen uit 1872. Op 5 oktober 1944 werd de korenmolen en oliemolen door Duitse troepen in brand gestoken; in 1947 werd het binnenwerk uit de molen gesloopt. In 1979 kocht notaris Stassen de molenromp en liet deze, grotendeels op eigen kosten, restaureren. In 1993 was de restauratie voltooid en was de molen maalvaardig met 1 koppel stenen en een olieslagwerk. De gemeente Nederweert is sinds 2001 eigenaar van deze molen, waarin op vrijwillige basis graan wordt gemalen. De molen is op woensdagmiddagen te bezoeken.